# Luming, Chongqing
Luming (kinesiska: 鹿鸣) är en socken i sydvästra Kina. Den ligger i Pengshui härad i storstadsområdet Chongqing, omkring 150 kilometer öster om det centrala stadsdistriktet Yuzhong. Antalet invånare är 12800. Befolkningen består av 6 096 kvinnor och 6 704 män. Barn under 15 år utgör 25,0 %, vuxna 15-64 år 61 %, och äldre över 65 år 13,0 %.